# Heart Eyes
Heart Eyes är en romantisk komedislasherfilm i regi av Josh Ruben, med Olivia Holt, Mason Gooding, Gigi Zumbado, Michaela Watkins, Devon Sawa och Jordana Brewster i rollerna. Den hade biopremiär av Sony Pictures Releasing, samt av det andra filmbolaget Republic Pictures, den 7 februari 2025.

## Handling
Filmens handling kretsar kring två sent arbetande arbetskamrater, som på självaste alla hjärtans dag, misstas för att vara ett förälskat kärlekspar, av den ökända seriemördaren "Heart Eyes Killer".

## Rollista
| Olivia Holt      | – Ally                        |
| Mason Gooding    | – Jay Simmons                 |
| Gigi Zumbado     | – Monica, Allys vän           |
| Michaela Watkins | – Crystal, Ally och Jays chef |
| Devon Sawa       | – Detektiv Hobbs              |
| Jordana Brewster | – Detektiv Jeanette Shaw      |
| Latham Gaines    | – Nico                        |
| Chris Parker     | – Tommy                       |
| Josh Ruben       | – Drive-in-filmbeskyddare     |

## Produktion
Filmen är regisserad av Josh Ruben och producerad av Spyglass Media Group. Manuset i sin tur, är skrivet av Phillip Murphy, Michael Kennedy och Christopher Landon.
Inspelningarna av filmen ägde rum på Nya Zeeland, vilket de gjorde från juni 2024.

## Utgivning
I juni 2024 fick filmbolaget Republic Pictures de världsomspännande rättigheterna till att distribuera filmen utanför USA och Kanadas gränser. Senare i september månad fick även Sony Pictures nordamerikanska rättigheter till att distribuera filmen, samtidigt som dess premiärdatum blev satt till den 7 februari 2025.